# Heterostropha
Heterostropha P. Fischer, 1885 è un ordine di molluschi gasteropodi marini, all'interno del superordine Heterobranchia. Tale raggruppamento, contemplato dalla classificazione di Ponder e Lindberg del 1997, non è stato validato dalla classificazione di Bouchet & Rocroi del 2005 ed è in atto considerato obsoleto.

## Descrizione
I molluschi che venivano collocati in questo ordine hanno una protoconca eterostrofica, cioè le spirali all'apice  della conchiglia, di origine embrionale, sono avvolte in una direzione opposta alle spirali della teleoconca.

## Tassonomia
All'ordine venivano assegnate le seguenti superfamiglie:
- Architectonicoidea J.E. Gray, 1840
- Nerineoidea Zittel, 1873 † fossile
- Omalogyroidea G.O. Sars, 1878
- Pyramidelloidea J.E. Gray, 1840
- Rissoelloidea J.E. Gray, 1850
- Valvatoidea J.E. Gray, 1840